# Алексеевский Лиман
Алексеевский Лиман — озеро в пойме Днепра, расположенное на территории Херсонского района (Херсонская область, Украина). Площадь — номинально 1,2 км², фактически 0,3 км². Тип общей минерализации — пресное. Происхождение — пойменное. Группа гидрологического режима — сточное.
Расположено в границах Нижнеднепровского национального природного парка.

## География
В природном состоянии площадь озера составляла 1,2 км², длина — 2,5 км, ширина наибольшая — 0,5 км, глубина наибольшая — 2,5 м. Прозрачность — 1,0–1,2 м. Котловина вытянутая с запада на восток. Берега низменные, песчаные. Выделяются такие части озера, как северо-западный залив, северный залив, центральная глубоководная часть, устья проток. 
Озеро было подвержено антропогенному влиянию. Во время застройки береговой полосы протока между озером и основным руслом была расширена. Озеро было разделено при строительстве дачного жилмассива на западную и восточную части и при этом ограничился водообмен между ними (частями). Восточная часть озера площадью — 0,21 км², длиной береговой линии — 2,71 км, длиной — 0,91 км, шириной средней — 0,23 км, наибольшей — 0,47 км. Западная часть озера площадью — 0,09 км², длиной береговой линии — 2,08 км, длиной — 0,58 км, шириной средней — 0,16 км, наибольшей — 0,34 км.
Алексеевский лиман расположен в пойме Днепра — севернее города Алёшки (Цюрупинск). Озеро протокой Прогной сообщается с Днепром, также сообщается с Конкой (Цюрупинской Конкой). Протоками сообщается с озёрами, например, Долгим, Домаха, Голубов Лиман. Озёра и протоки Днепра образовывают речные острова. На берегах озера нет населённых пунктов, есть садово-дачные участки.
Питание за счёт водообмена с Днепром. Минерализация воды — 200-300 мг/л. Температура воды летом свыше +25 °С. Зимой замерзает. Дно устлано слоем чёрного глинистого ила (1,3 м) с небольшими примесями детрита.

## Природа
Вдоль берегов заросли прибрежно-водной растительности (тростник обыкновенный, осока, ива), водное зеркало зарастает водной растительностью (сальвиния плавающая). 
Водятся карась, окунь. 
Донная фауна находится в подавленном состоянии, беспозвоночные представлены преимущественно олигохетами и хирономидами.